# Ringröta
För potatissjukdomen, se Ljus ringröta och Mörk ringröta.
Ringröta är en växtsjukdom hos bland annat tallar, främst i gamla träd. Den orsakas av svampen tallticka. I huvudsak angrips vårveden, som smulas sönder. Tickan brukar ibland växa ut från stammen, men i regel måste man göra borrprov för att konstatera sjukdomen. Ringröta gör virket oanvändbart.
Ringröta är också benämning på sjukdom hos potatis i form av Ljus ringröta och Mörk ringröta.